# Éveillé (1752)
L’Éveillé était un vaisseau à deux ponts portant 64 canons, construit par A. Groignard en 1751, et lancé de Rochefort en 1752. Il fut mis en chantier pendant la vague de construction qui sépare la fin de guerre de Succession d'Autriche (1748) du début de la guerre de Sept Ans (1755). Il participa à de nombreuses actions lors de ce conflit et fut retiré du service en 1771.

## Caractéristiques générales
L’Éveillé était un bâtiment moyennement artillé mis sur cale selon les normes définies dans les années 1730-1740 par les constructeurs français pour obtenir un bon rapport coût/manœuvrabilité/armement afin de pouvoir tenir tête à la marine anglaise qui disposait de beaucoup plus de navires. Il faisait partie de la catégorie de vaisseaux dite de « 64 canons » dont le premier exemplaire avait été lancé en 1735 et qui fut suivi par plusieurs dizaines d’autres jusqu’à la fin des années 1770, époque où ils furent définitivement surclassés par les « 74 canons. »
Comme pour tous les vaisseaux de guerre de l’époque, sa coque était en chêne, son gréement en pin, ses voiles et cordages en chanvre. Il était moins puissant que les vaisseaux de 74 canons car outre qu'il emportait moins d'artillerie, celle-ci était aussi pour partie de plus faible calibre, soit vingt-six canons de 24 livres sur sa première batterie percée à treize sabords, vingt-huit canons de 12 sur sa deuxième batterie percée à quatorze et dix canons de 6 sur ses gaillards. Cette artillerie correspondait à l’armement habituel des 64 canons. Lorsqu'elle tirait, elle pouvait délivrer une bordée pesant 540 livres (soit à peu près 265 kg) et le double si le vaisseau faisait feu simultanément sur les deux bords. Elle était en fer, chaque canon disposant en réserve d’à peu près 50 à 60 boulets, sans compter les boulets ramés et les grappes de mitraille.
Pour nourrir les centaines d’hommes qui composaient son équipage, l’Éveillé était aussi un gros transporteur qui devait avoir pour deux à trois mois d'autonomie en eau douce et cinq à six mois pour la nourriture. C'est ainsi qu'il embarquait des dizaines de tonnes d’eau, de vin, d’huile, de vinaigre, de farine, de biscuit, de fromage, de viande et de poisson salé, de fruits et de légumes secs, de condiments, de fromage, et même du bétail sur pied destiné à être abattu au fur et à mesure de la campagne.

## Historique de la carrière du vaisseau
Il était commandé par Darot de Fontais lorsqu'il fut engagé dans les premières opérations de la guerre de Sept Ans. Il fut intégré à la petite escadre de 6 vaisseaux et 3 frégates aux ordres du lieutenant général Macnemara qui devait escorter 18 bâtiments portant des renforts pour le Canada (aux ordres, elle, de Dubois de La Motte). Les ordres de Macnemara étant de prendre le moins de risque possible face aux forces anglaises, il se contenta de faire une croisière sur les côtes avant de rentrer (3 mai - 20 mai 1755), laissant Dubois de La Motte terminer seul la mission. Macnemara malade et démissionnaire, l’Inflexible resta dans la même force, mais celle-ci passa sous les ordres de Du Gay qui patrouilla au large de Brest pour protéger l'arrivée des convois de commerce.
En 1757, l’Éveillé passa sous les ordres du capitaine de Merville et se retrouva intégré dans la division de 5 vaisseaux et une frégate du chef d'escadre Bauffremont qui devait faire voile pour les Antilles et l'Amérique du Nord afin d'y défendre les îles à sucre et Louisbourg. Le 31 janvier, il appareilla de Brest pour Saint-Domingue où il arriva quelques semaines plus tard avec les autres vaisseaux pour y débarquer des troupes. Lors de cette mission il prit en chasse et captura avec le Diadème le vaisseau anglais HMS Greenwich. Puis il fit route vers le Canada où il arriva en mai, participant ainsi à l'importante concentration navale qui sauva Louisbourg de l'invasion cette année-là. En octobre, l’Éveillé quitta la place pour rentrer en France. Comme les autres vaisseaux, il fut touché par la grave épidémie de typhus qui ravagea les équipages et qui contamina Brest à l'arrivée en novembre, faisant des milliers de morts dans la ville. À son arrivée, l’Éveillé dut entrer directement dans le port sans mouiller sur rade, faute de matelots valides pour manœuvrer.
Comme l'essentiel de la flotte de Brest, il resta à quai en 1758 en vue de reformer les équipages désorganisés par l'épidémie de l'année précédente et pour préparer la campagne de 1759 que le gouvernement espérait décisive car il était prévu de débarquer en Angleterre. Sous le commandement de Pierre-Bernardin Thierry de La Prévalaye, l’Éveillé fut mobilisé pour faire partie, au centre (2e division), de l'escadre de 21 vaisseaux aux ordres de Conflans qui devait escorter la flotte d'invasion. Le 20 novembre 1759, il prit part à la désastreuse bataille des Cardinaux dans laquelle il ne joua qu'un rôle secondaire. Au lendemain de cette défaite, il se réfugia dans la Vilaine avec six autres vaisseaux, et s'y retrouva bloqué par la flotte anglaise.
Ayant réussi à franchir la barre de l'estuaire, il heurta sans dommage les hauts-fonds, puis, pour se mettre à l'abri d'une attaque des brûlots de la Navy, il fut délesté de ses équipements lourds afin de pouvoir remonter le plus loin possible dans le cours d'eau. Sous blocus anglais, il y resta amarré jusqu'au 28 novembre 1761, date à laquelle il réussit, grâce à l'habileté du comte d'Hector, à s'échapper pendant un orage en compagnie du Robuste. Affrontant une tempête près des côtes espagnoles, poursuivi par les Anglais, il ne réussit à gagner Brest que le 16 janvier 1762.
En mai 1762, l’Éveillé fut affecté à la petite force de Ternay (5 navires au total dont 2 vaisseaux) chargée d’attaquer Terre-Neuve en y convoyant 570 soldats. Il était à ce moment-là commandé par le chevalier de Monteil. L’expédition arriva sur l’île fin juin, s’empara du port de Saint-Jean et ravagea les pêches anglaises (capture et destruction de 460 navires, incendie des pêcheries). Mais le 12 septembre, l’apparition d’une force ennemie supérieure (6 vaisseaux, 1 500 hommes de troupe sur 9 transports) obligea l’expédition à rentrer précipitamment. Poursuivi par deux divisions anglaises, l’Éveillé dut se mettre à l’abri quelques jours à la Corogne avec le Robuste. L’Éveillé rentra sur Brest le 23 janvier 1763 avec les autres navires alors que la guerre touchait à sa fin. Le vaisseau avait participé à la dernière tentative française pour reprendre pied en Amérique du Nord après la perte du Canada.
L’Eveillé fut rayé des effectifs de la flotte en 1771,. Son nom fut relevé l'année suivante par un vaisseau du même type que lui.

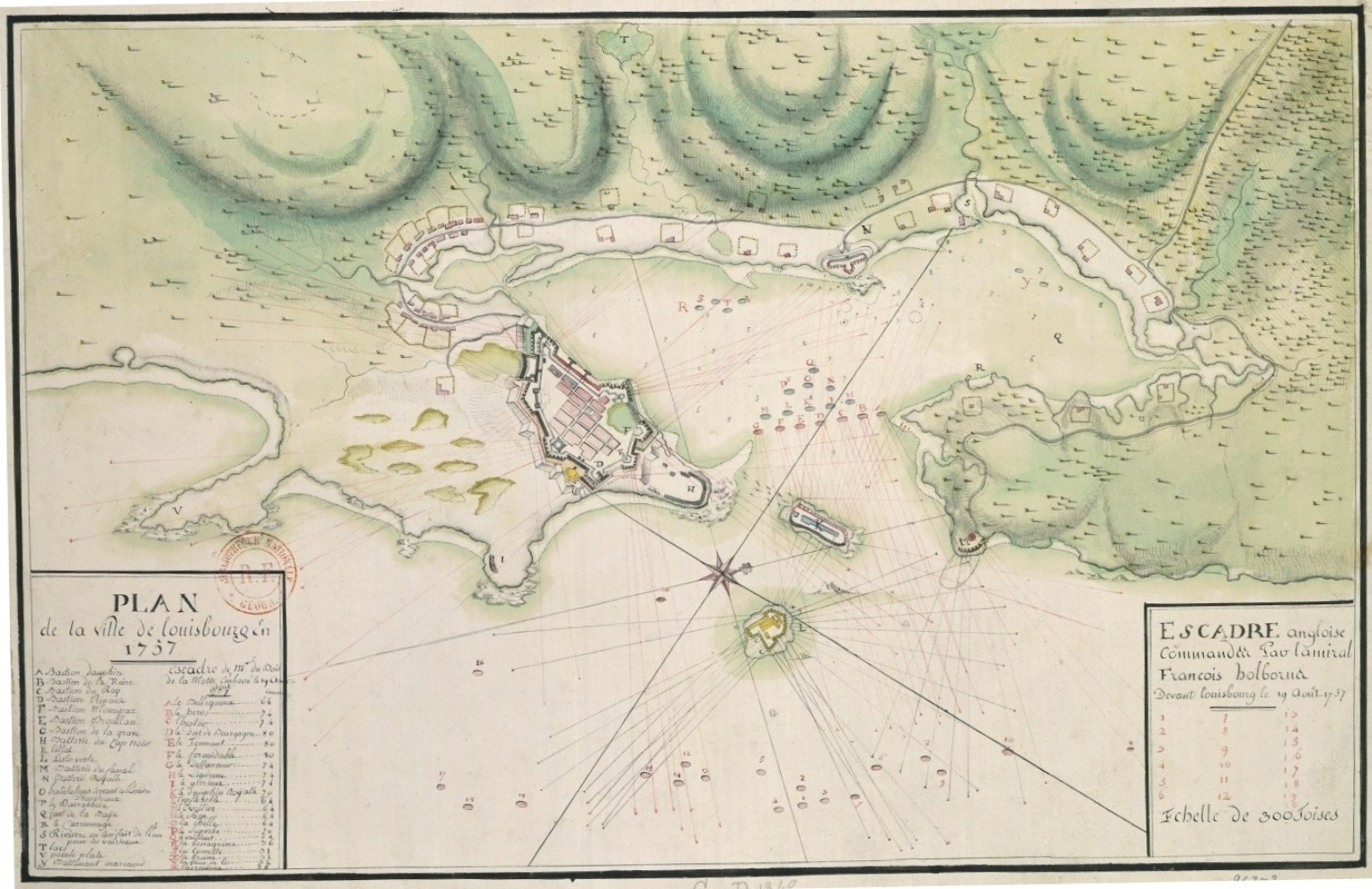
Le dispositif défensif de Louisbourg en 1757. L’Éveillé participe à la protection de la place dans l’escadre de Dubois de La Motte.
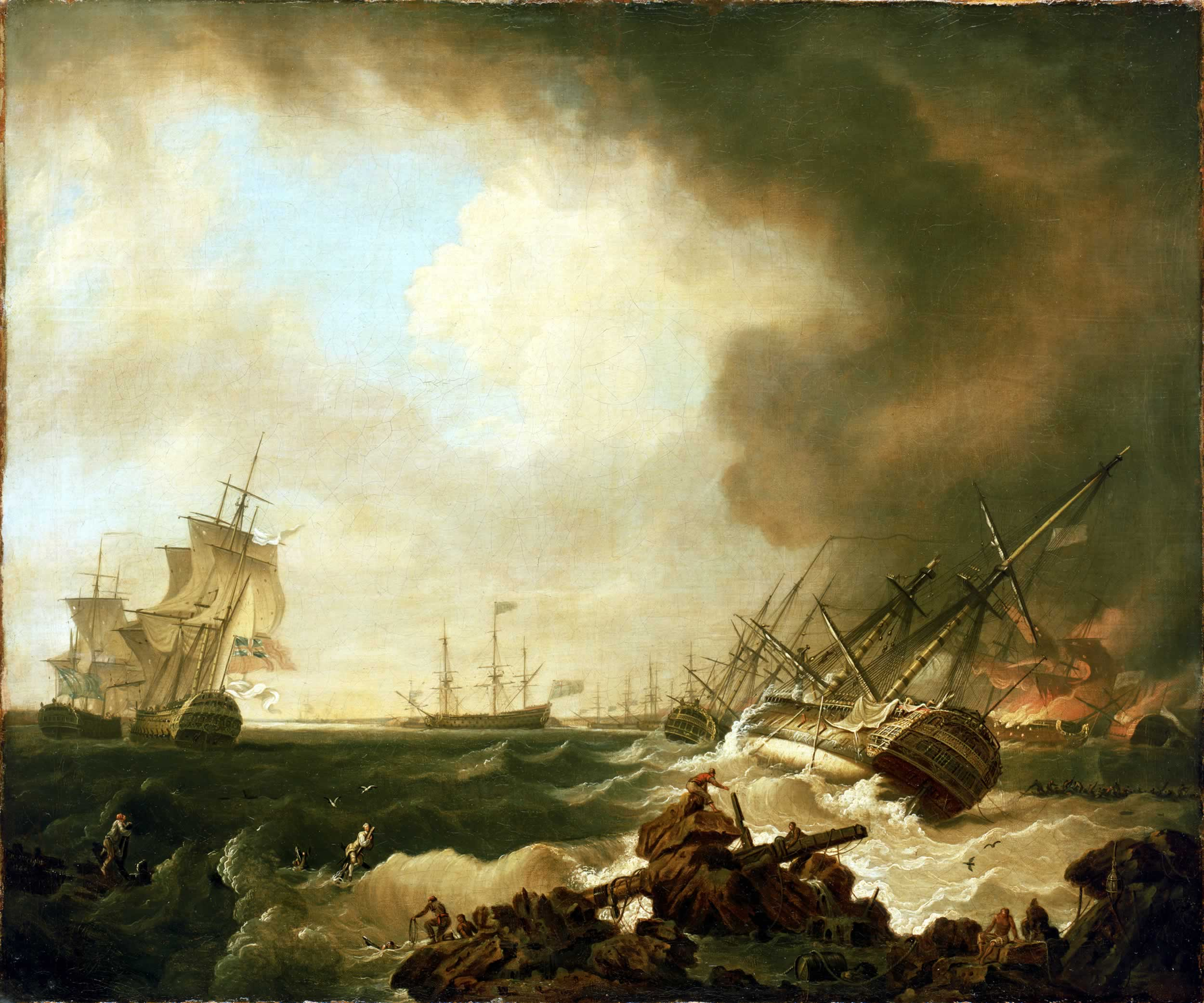
La bataille des Cardinaux, à laquelle a participé l’Éveillé en novembre 1759 dans l’escadre de Conflans.
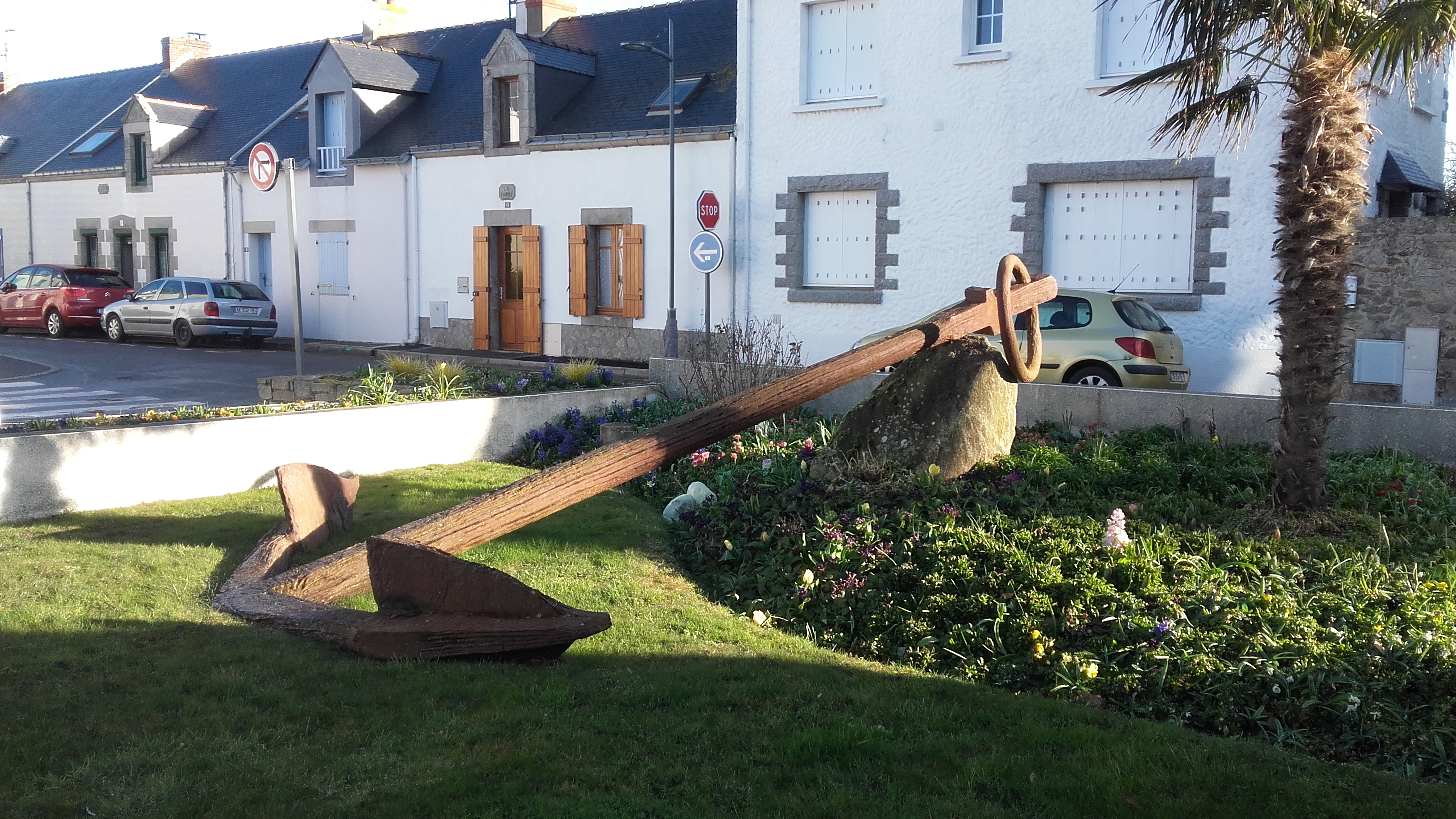
Ancre supposée avoir appartenu au vaisseau l'Éveillé, exposée devant la Mairie de La Turballe. Ancre pêchée à l'entrée de la Vilaine en août 1969 par le patron Yvon Joncour, et l'équipage du chalutier de La Turballe Dohé. Don de Monsieur Louis Mabo.